# Lucretia Lombard
Lucretia Lombard is een stomme film uit 1923 onder regie van Jack Conway. De film is gebaseerd op de gelijknamige roman uit 1922 van Kathleen Norris. In Nederland werd de film destijds uitgebracht onder de titels Verbroken levensdraden en Verbroken Liefdesdraden.
De film werd bij de Amerikaanse uitgave matig ontvangen. Hoewel de film later nooit werd uitgebracht op video of dvd, bestaan er nog kopieën van.

## Verhaal
Lucretia Lombard is getrouwd met de stervende, maar tirannieke man Allen Lombard. Hoewel hij in de toekomst zal sterven aan een terminale ziekte, betekent zijn verslaving aan drugs meer gevaar voor zijn gezondheid. Ze besluit naar een feest te gaan en krijgt al snel alle aandacht van mannen. Dit zorgt voor jaloezie bij Mimi Winship, de verwende dochter van rechter Winship.
Allen wil een einde aan zijn leven maken en zorgt ervoor dat Lucretia hem een overdosis pillen toedient. Na zijn overlijden wordt zij aangeklaagd voor moord. Stephen Winship verdedigt Lucretia en krijgt een oogje op haar. Hij is echter al verloofd met Mimi en trouwt met haar als hij denkt dat er geen hoop op een relatie met Lucretia is. Hij weet niet dat zij ook verliefd op hem is.
Als er een brand uitbreekt, probeert Lucretia haar rivale Mimi te redden. Ze komen allebei vast te zitten onder een brug en het is Stephen die hen redt. Mimi overlijdt aan haar verwondingen, waardoor Lucretia en Stephen eindelijk bij elkaar kunnen zijn.

## Rolverdeling
| Acteur            | Personage               |
| ----------------- | ----------------------- |
| Irene Rich        | Lucretia Morgan/Lombard |
| Monte Blue        | Stephen Winship         |
| Marc McDermott    | Sir Allen Lombard       |
| Norma Shearer     | Mimi Winship            |
| Alec B. Francis   | Rechter Winship         |
| John Roche        | Fred Winship            |
| Lucy Beaumont     | Mevrouw Winship         |
| Otto Hoffman      | Sandy                   |
| Florence Lawrence |                         |